# Eugenes
Eugenes, en llatí Eugenes, en grec antic Εὐγένης, fou un poeta grec autor d'un epigrama inclòs a l'Antologia grega sobre una estàtua d'Anacreont, que sembla una imitació d'un altre epigrama de Leònides de Tàrent sobre el mateix tema. L'esmenta Pausànies.